# Russula japonica
Russule du Japon
Espèce
Russula japonica, la Russule du Japon, est une espèce de champignons basidiomycètes de la famille des russulacées, décrite en 1954 comme endémique par le mycologue japonais Tsuguo Hongo, mais assortie du nom japonais シロハツモドキ [白初擬 shiro-hatsu-modoki] = Fausse russule sans lait, autrement dit « Russula pseudo-delica », ce qui traduit son hésitation, avant de la synonymiser à la R. pseudodelica de Lange en 1965. En 1982, elle retrouve son statut d'espèce japonaise endémique et donc distincte de l'espèce européenne.

## Synonymes hétérotypiques
Russula pseudodelica ss. Hongo, non Lange

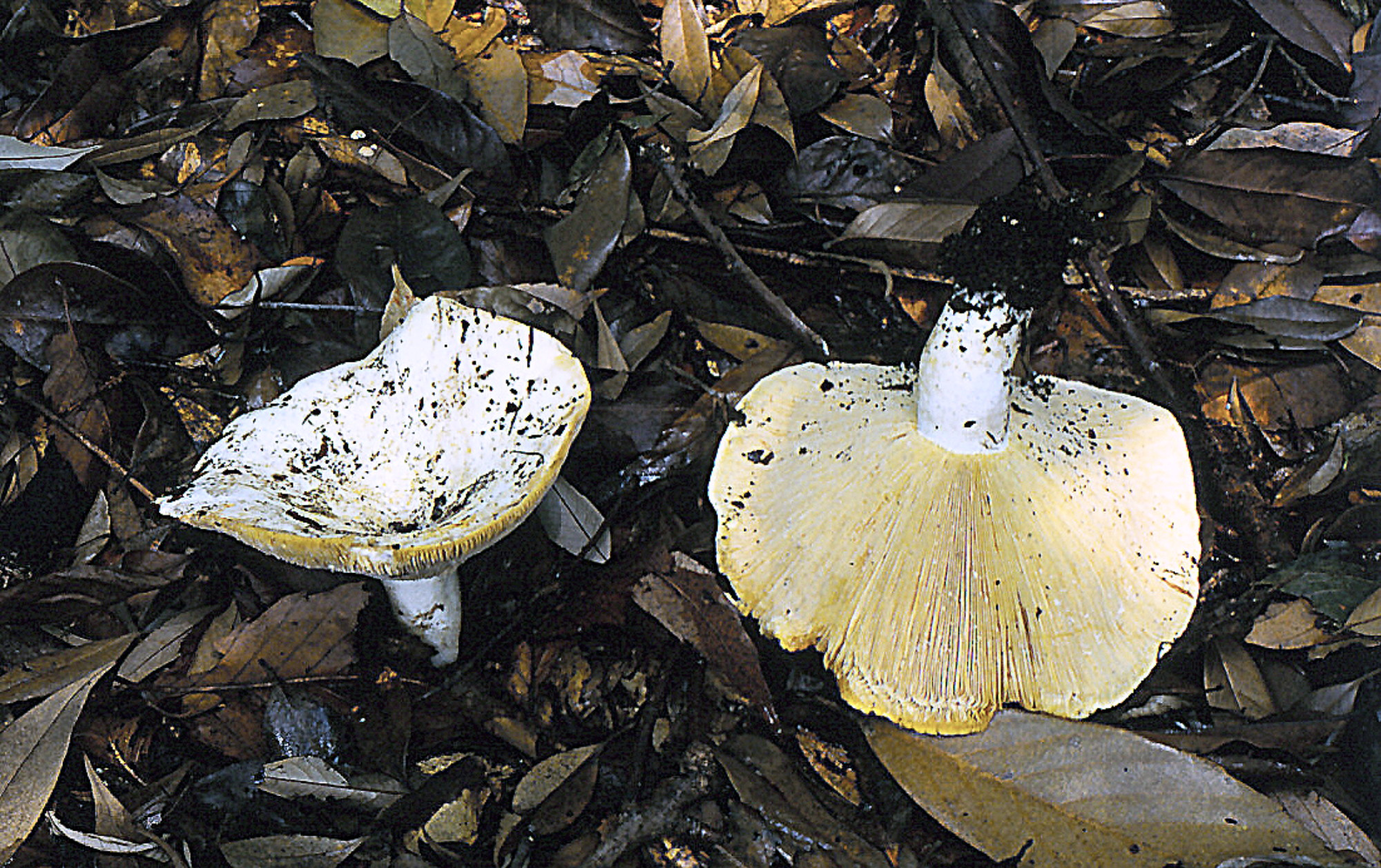
Russula japonica 2000-07

## Description
- Chapeau : 6-14 (20)cm, convexe mais avec le centre déjà déprimé, puis en entonnoir (mais moins creusé que 'R. delica' qui est dite "en liseron"). Surface sèche, lisse ou finement poudrée, d'abord blanc puis jaune sordide à brun sale. Marge souvent ondulée[4].
- Lames : libres puis, le chapeau s'ouvrant, souvent décurrentes, blanches puis crème ocracé pâle (mais plus foncé que 'R. delica'), enfin beige sordide (sans reflets bleuâtres), vite tachées d'ocre-rouille très serrées, étroites (1-4 mm)[5].
- Réaction au sulfate de fer :Nulle/Subnulle. Réaction au phénol : Banale
- Stipe : trapu, 3-6 x 1,2–2 cm, cylindrique ou atténué à la base, surface ridulée ou ruguleuse, blanc, plein puis spongieux[4].
- Chair : Immuable, épaisse dans le chapeau, dure, blanche, presque insipide, parfois amariuscule. Odeur Faible ou nulle.
- Couleur de la sporée: crème à ocre pâle (Pallidosporée, Ochrosporée).
- Microscopie : Spore ovoïdes 6-7(8) x 4,7-6 µm, ornées de verrues minuscules plus ou moins coniques, parfois reliées entre elles. Cheilocystides et pleurocystides 40-60 x 9-10 µm, cylindriques à fusiformes ou en massue, atténuées en pointe au sommet, très allongées, minces et mucronées.

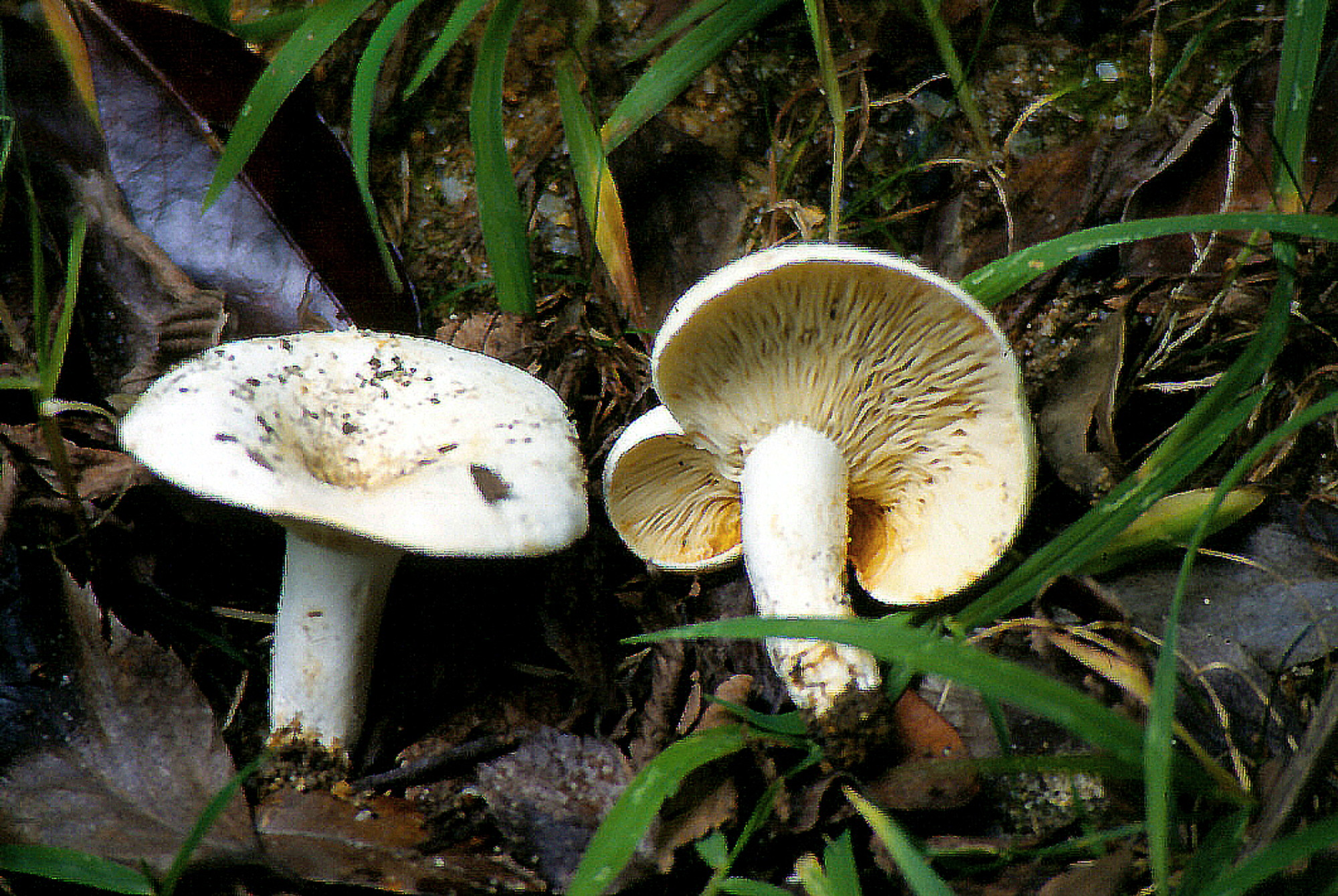
Russula japonica 1996 0922 Fushimi-Inari 01

## Écologie
Sous feuillus. Été-automne, pas rare en forêts tempérées à chaudes et humides, formant des ronds de fées sous divers feuillus, surtout Quercus serrata (en), Q. acutissima et Castanopsis cuspidata. Japon.

## Comestibilité
Donnée comme comestible en 1965 (Imazeki & Hongo, vol. 2 p. 193), puis la toxicité est dite « variable selon les individus » en 1988 (Imazeki, Otani & Hongo p.579).
Or, en juin 2001 à Kumamoto, il a suffi à deux ramasseurs d'en goûter et de recracher un petit morceau pour souffrir pendant 10 jours d'un œdème de la langue et de la bouche, accompagné de paresthésies de tout le corps avec affaiblissement général. Comble de traîtrise, la saveur était agréable! Ces récoltes toxiques évoquent l'existence de "races chimiques" dans le "complexe Russula japonica",.

## Confusions possibles
C'est un sosie nippon de Russula delica, à lames extrêmement serrées et étroites, un pied toujours très court et appointi à la base (comme la Russula flavispora de Blum ex Romagnesi) et à chair insipide ou très légèrement amère.
Se distingue de R. delica par :
- le diamètre du chapeau supérieur (20 cm), moins creusé et contrastant avec le pied très court
- la marge souvent festonnée-ondulée
- le serrage extrême des lames (au point de simuler une surface unie)
- des lames très étroites (1–4 mm), vite tachées d'ocre-rouille
- jamais de reflets bleuâtres dans les lames
- une sporée plus foncée, ocre, visible dans la couleur des lames à maturité    Une espèce voisine du Costa Rica, sous Quercus et une autre possible, prioritaire si synonyme, est R. vesicatoria[8], qui est associée aux pins dans l'est des États-Unis, selon B. Buyck.

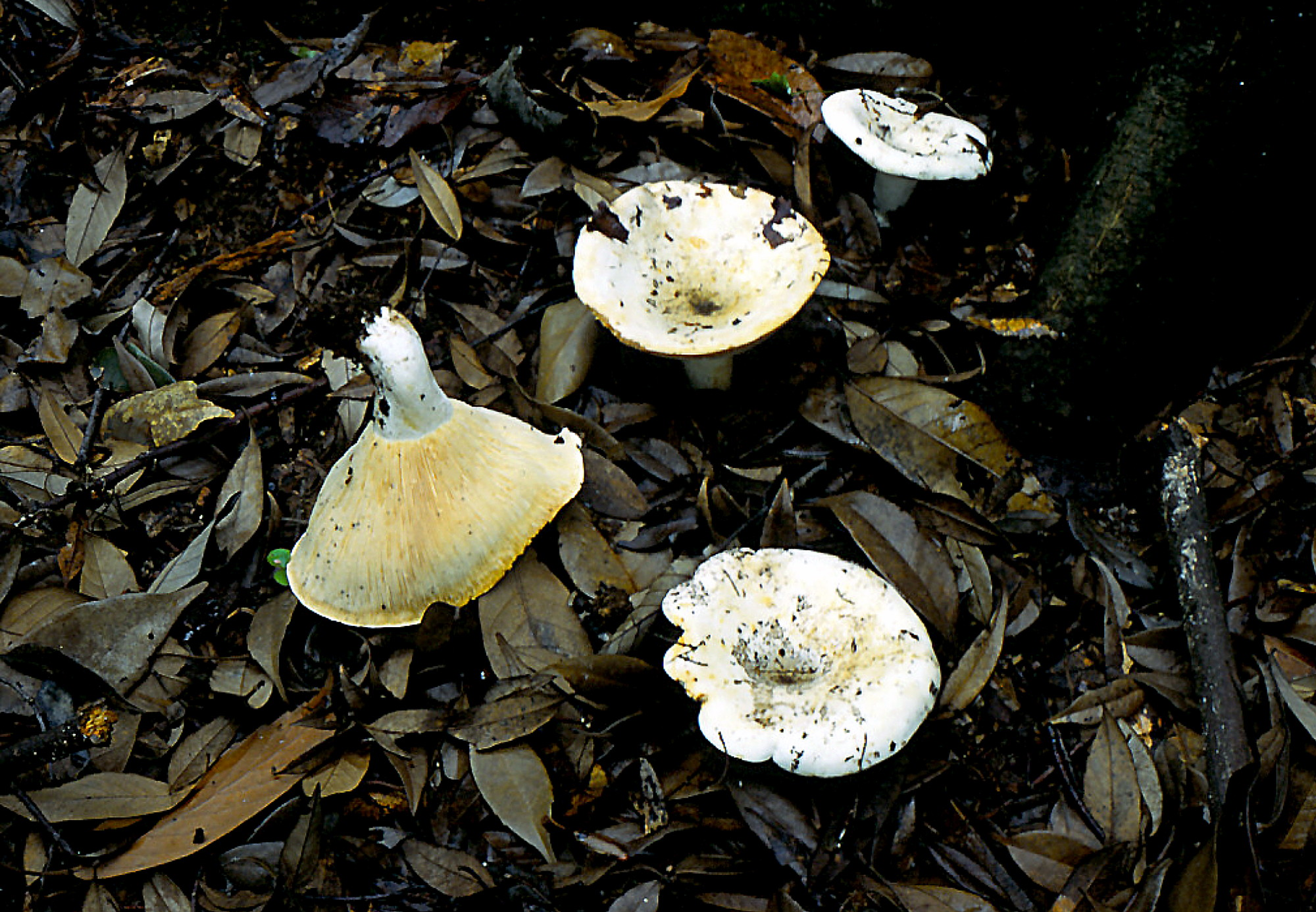
Russula japonica 2000-07 a

## Voir aussi

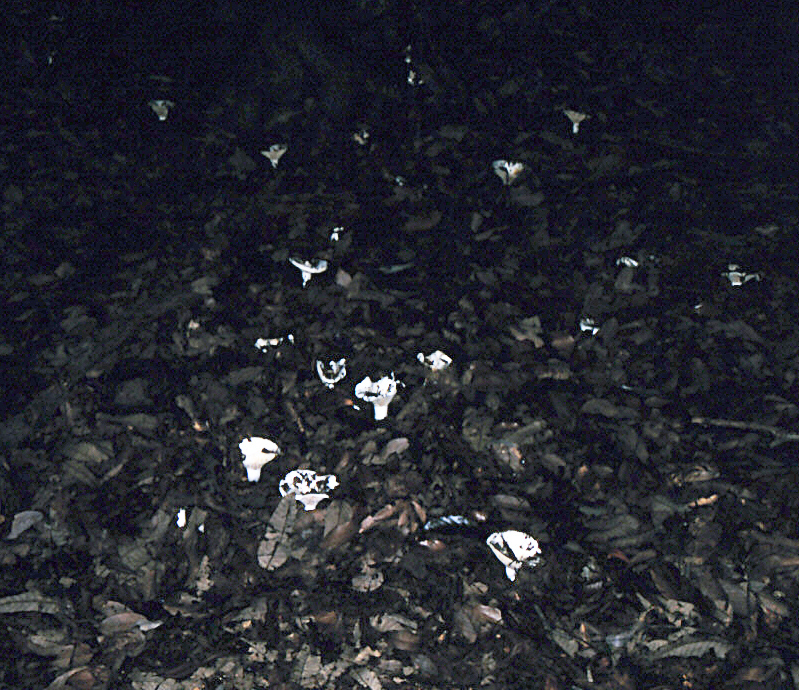
Russula japonica 2000-0708 Isé-ji